# Engelbert Taye
Engelbert Taye, baron de Wemmel, est un homme politique bruxellois.

## Biographie
D'une ancienne famille brabançonne, issue des Lignages de Bruxelles, dont les membres occupèrent des fonctions publiques à Bruxelles, à Louvain et à la cour de Philippe le Bon, de Charles le Téméraire et de Maximilien, Engelbert Taye est le fils d'Adrien Taye, seigneur de Wemmel, et d'Anne d'Oyenbrugghe. Neveu du bourgmestre Jacques Taye, descend d'Henri Taye, bourgmestre de Bruxelles en 1437.
Il est admis au lignage Serroelofs le 13 juin 1603. Échevin en 1613 et trésorier de la ville de Bruxelles, il est bourgmestre de Bruxelles de 1620 à 1624.
En récompenses de ses services, il est créé 1er baron de Wemmel par lettres patentes du 4 juin 1628 du roi Philippe IV d'Espagne.